# Chromis athena
Chromis athena is een straalvinnige vissensoort uit de familie van de rifbaarzen of koraaljuffertjes (Pomacentridae). De wetenschappelijke naam van de soort is voor het eerst geldig gepubliceerd in 2008 door Allen & Erdmann.